# Arcuphantes scitulus
Arcuphantes scitulus är en spindelart som beskrevs av Paik 1974. Arcuphantes scitulus ingår i släktet Arcuphantes och familjen täckvävarspindlar. Inga underarter finns listade i Catalogue of Life.